# المطر والبخار والسرعة (لوحة)
المَطر والبُخار والسُرعة، هي لوحة زيتية بريشة الفنان الإنجليزي ويليام تورنر،  رُسمت عام 1844 وعُرضت اللوحة لأول مرة في الأكاديمية الملكية عام 1844، على الرغم من أنها قد تكون رُسمت في وقت سابق، وهي الآن ضمن مجموعة المعرض الوطني في لندن. تعطي اللوحة انطباعًا بالسرعة الكبيرة المَوجودة في اللوحة الثابتة، وهي سمة ميزت تورنر عن غيره من الفنانين. يجمع العمل بين قوة الطبيعة والتكنولوجيا لخلق توتر عاطفي مرتبط بمفهوم السُمو.

## خلفية
تم رسم اللوحة مع اقتراب نهاية الثورة الصناعية، والتي جلبت تحولاً هائلاً من الاقتصاد الزراعي إلى اقتصاد يهيمن عليه تصنيع الآلات في العصر الفيكتوري. كانت السكك الحديدية من بين أكثر رموز التصنيع فاعلية، حيث أثرت طريقة النقل الجديدة هذه بشدة على الحياة الصناعية والاجتماعية. بدا أن تيرنر كان متقدمًا على جيل من الفنانين الآخرين، حيث كان من بين الرسامين القلائل في ذلك الوقت الذين اعتبروا التقدم الصناعي موضوعًا فنيًا يستحق الثناء. تشير اللوحة إلى أن التكنولوجيا الحديثة هي حقيقة تتسابق نحونا. 

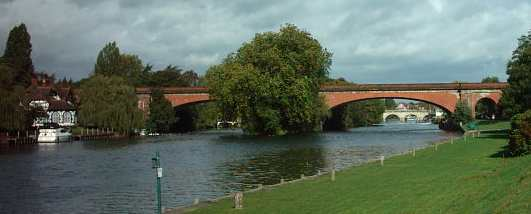
سكة حديد مايدنهيد.

كانت شركة جريت ويسترن للسكك الحديدية واحدة من عدد من شركات السكك الحديدية البريطانية الخاصة التي تم إنشاؤها لتطوير وسائل النقل الجديدة. موقع اللوحة مُتَفق عَليه بانه جسر سكة حديد مايدنهيد، عبر نهر التايمز بين تابلو ومايدنهيد؛ مكان كان تيرنر يستكشفه منذ أكثر من ثلاثين عامًا. المنظر يتجه شرقا نحو لندن.
تم تصميم الجسر من قبل المُهَندس البريطاني إسامبارد كينجدم برونيل وتم الانتهاء منه في عام 1838.

## وصف

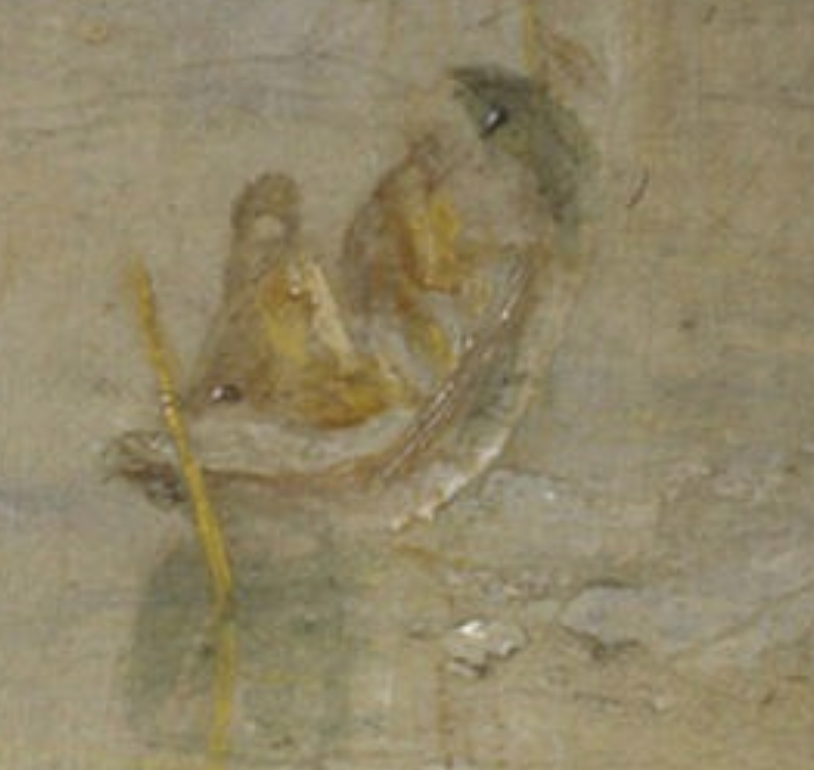
تفاصيل زورق يطفو على النهر في الركن الأيسر السفلي من اللوحة.

تُصَور لوحة تورنر قطارًا قادمًا مِن الريف خلال عاصفة مطيرة في فَصل الصيف. القطار في الوسط مظلم وتكسوه الأمطار وتحيط به مَناظر طبيعية ذهبية على كلا الجانبين. ومع ذلك، فإن القطار والجسر، العناصر الصلبة للوحة، بالكاد يتم التلميح إليها، وتختفي في الجو الضبابي وغير الواقعي. الضباب المتصاعد من الماء، والمطر الذي يحجب السماء، والبخار المنبعث من القاطرة غير واضح ومختلط، مما يوحد ألوان اللوحة.  في الزاوية اليسرى السفلية من اللوحة، يمكننا أن نرى شخصًا صغيرًا على متن قارب، مما يوضح أن الجسر مبني على قمة نهر. في الجزء السفلي الأيمن من اللوحة، أرنب يجري على طول المسار. تشير ثلاث نفثات بيضاء من البخار أطلقها المحرك في الهواء إلى أن القطار في حالة حركة. الأولى والأقرب إلى المحرك هي النفخة الأكثر وضوحًا، بينما يختفي الآخران تدريجياً في الأفق. هذا التفصيل يعبر عن فكرة السرعة، حيث تُترك النفخات تدريجياً وراءها.  في داخل القطار، صَورَ تورنر حشدًا من الشخصيات الملوّحة التي كانت بمثابة تذكير بأن السكة الحديد كانت وسيلة ترفيهية احتفالية وشعبية. 

### تقنية فنية

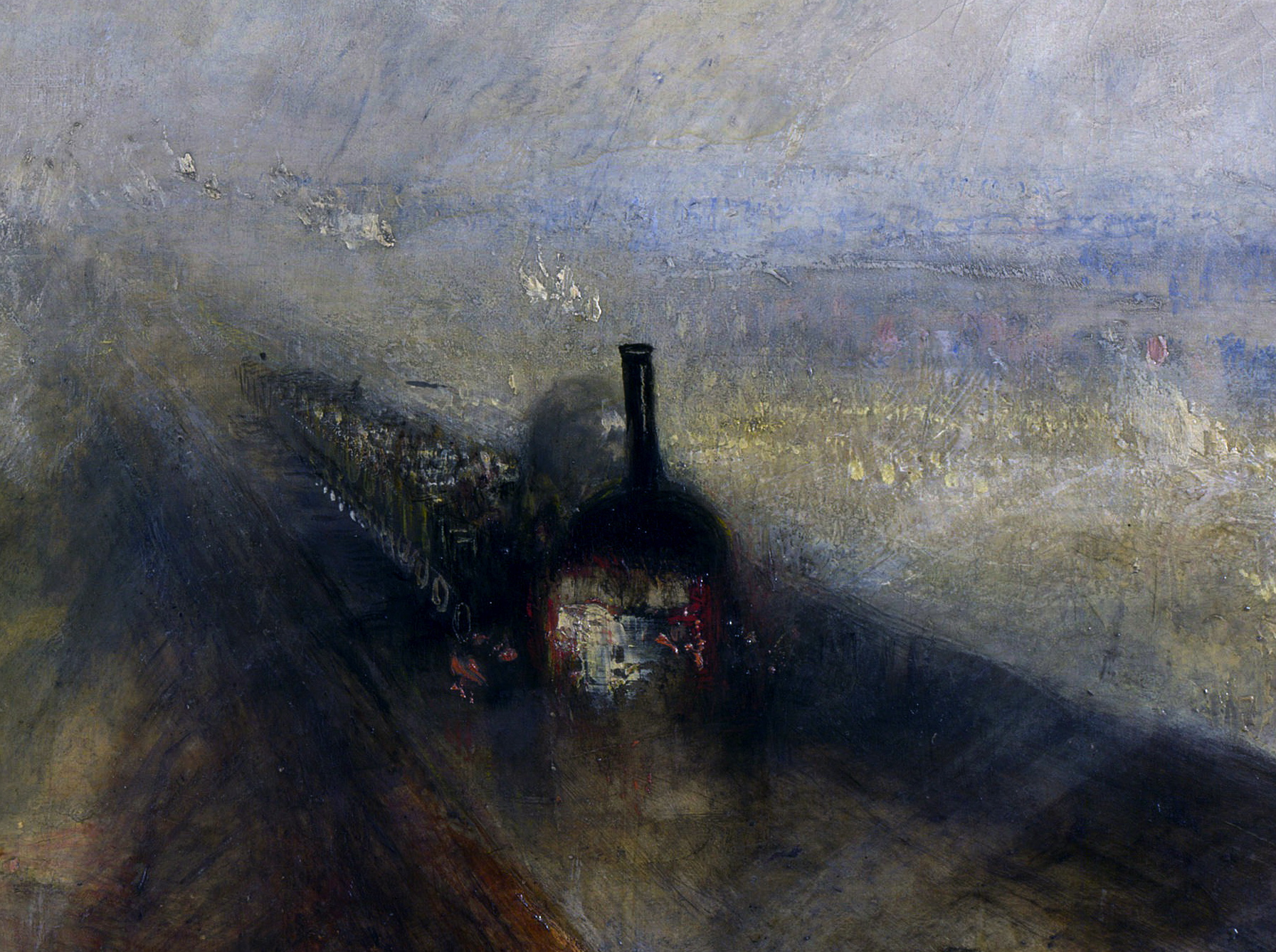
تشير "السرعة" إلى القطار المُظلم ذو عيون الجَمر التي تَنتَشر بعنف على القضبان.

غالبًا ما أبتكر تورنر نغمة الغلاف الجوي في إبداعاته الفنية عن طريق نشر الطلاء بضربات فرشاة قصيرة وواسعة من لوحة الألوان قذرة على القماش ورسم الأشكال تدريجياً من أرضية ألوانه.  في وسط اللوحة والجزء العلوي الأيمن، استخدم تيرنر إمباستو (هي تقنية تستخدم في الطلاء، حيث يتم وضع الطلاء على مساحة من سطح اللوحة بطبقات سميكة للغاية) بسكين لوح. لتوضيح المطر، وضع المعجون المتسخ على القماش بمجرفة، في حين تتألق أشعة الشمس من قطع سميكة ملطخة من الكروم الأصفر.  بالإضافة إلى ذلك، استخدم تيرنر نغمات باردة للبحيرة القرمزية لتوضيح الظلال، وعلى الرغم من أن النار في المحرك البخاري تبدو حمراء، فمن المرجح أنها مطلية بالكوبالت والأخضر البازلائي.  من الناحية الهيكلية، تحتوي الصورة على ترتيب متوازن للأشكال مع عناصرها الهندسية الثابتة. 

## الأسلوب والتفسير

### السُمو
توضح هذه اللوحة التزام تيرنر بالمناظر الطبيعية الكلاسيكية، بالإضافة إلى شغفه بالتجريب والاهتمام بالعالم الحديث.  يتم تفسير اللوحة على أنها احتفال بالسفر والقوة التكنولوجية الجديدة، حيث تمثل السكك الحديدية التقارب بين التكنولوجيا والقوى الطبيعية. تخلق هذه العناصر توترًا عاطفيًا مرتبطًا بالقوة الساحقة للسمو. كان الجوهر المثير «للسرعة» عاملاً مبتكرًا للحياة، مع القدرة على تغيير مشاعرنا تجاه الطبيعة، بينما قدم بخار القاطرة مشهدًا جويًا رائدًا.  لم يكن تيرنر يرسم وجهة نظر واقعية للسكك الحديدية الغربية العظيمة، بل يرسم بالأحرى رمزًا لقوى الطبيعة والتكنولوجيا. 

### الأرنبة

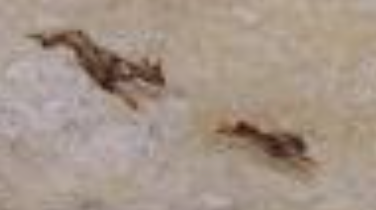
كلب الصيد والأرنب في أبولو ودافني

أرنب يمتد على طول المسار في أسفل يمين اللوحة، وربما يرمز إلى السرعة نفسها. يعتقد البعض أن هذه إشارة إلى حدود التكنولوجيا.  يعتقد البعض الآخر أن الحيوان يركض خوفًا من الآلية الجديدة، ويهدف تيرنر إلى التلميح إلى خطر التكنولوجيا الجديدة للإنسان التي تدمر العناصر السامية في الطبيعة. اعتبر تيرنر أن كلًا من كلب الصيد والأرنب البري هما أكثر رموز السرعة تميزًا، حيث يبذل الأرنب كل ما في وسعه للبقاء في مأمن من المفترس الذي يطارده بسرعة مضاعفة. لم يكن من المحتمل أن تتفوق أرنبة على أي قاطرة في هذه الفترة وفي المطر والبخار والسرعة، دافعاً المُشاهد ألى شعور كئيب كَون الارنب الفقير سَيتم سحقه في لحظة.  يقال إن تيرنر، وهو يلعب على فكرة مطاردة الحيوانات، اختار عن قصد تصوير نوع محرك القِطار الذي يسمى «كلب الصيد». 

### نظائرها
بعض الناس يفسرون هذه اللوحة على أنها مشابهة لتلك الموجودة في «سَحب المُقَاتِلَةُ تيَميراير إلى مثَوَاها الأَخير»، حيث يبدو أن هناك انتقالًا من الماضي إلى المستقبل حيث يسرع القطار نحونا.  بالإضافة إلى ذلك، تخلق كلتا اللوحتين تباينًا بين التكنولوجيا والمناظر الطبيعية الجميلة والهادئة.  تشير التفسيرات الأخرى إلى أنه على يسار اللوحة، رَسَم تورنر جسر حجري ثانٍ يعمل بمثابة نظير للجسر في لَوحته «أبوليا وأبولوس» عام 1814، مما يؤكد أن كلا العنصرين الهيكليين الرئيسيين قد تم دفعهما إلى حواف اللوحة القماشية. 

## الرسام

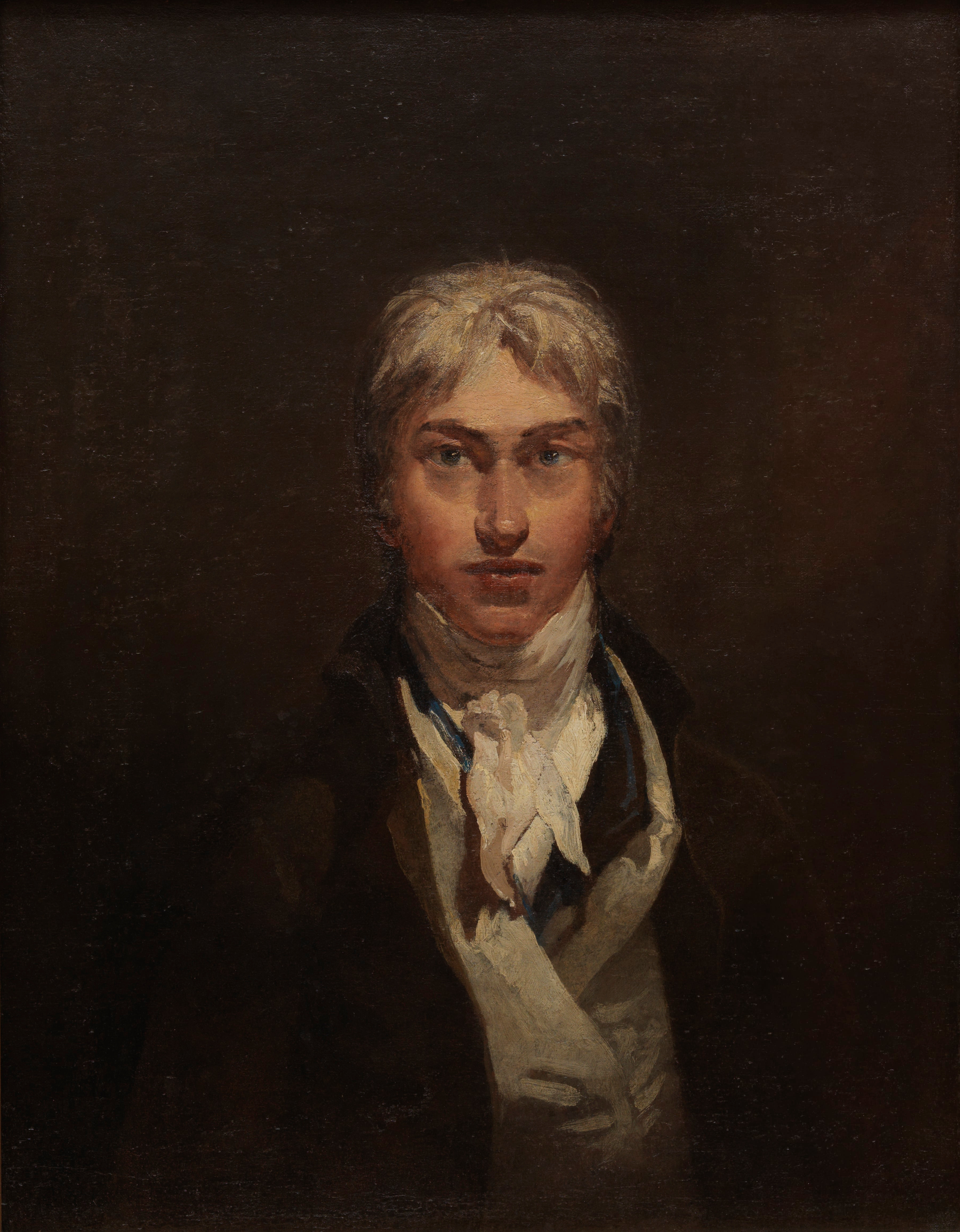
ويليام تيرنر

جوزيف مالورد ويليام تيرنر تم عمادته في 14 مايو 1775، توفي في 19 ديسمبر 1851،  هو فنان رومانسي إنكليزي اشتهر برسوماته حول الطبيعية ومائياته والطبعات الفنية. وكان تيرنر مثيرا للجدل في حياته إلا أنه الآن يعدّ الفنان الذي سما بالرسم الطبيعي إلى مستويات تناطح مكانة الرسم التاريخي. اشتهر برسوماته الزيتية كما يعدّ من كبار رسامي المائيات البريطانيين. واشتهر بلقب «رسام الضوء». تعدّ أعماله مقدمة رومانسية للفن الإنطباعي. كما وسمت بعض رسوماته بخانة الفنون التجريدية قبل بزوخها في بدايات القرن العشرين.

## المَراجع
1. ↑  Gerald E. Finley (1999)، Angel in the Sun: Turner's vision of history، McGill-Queen's Press، ISBN:0-7735-1747-2، مؤرشف من الأصل في 2022-01-02
2. 1 2 3 4  Walther, Ingo F., Suckale, Robert, and Eschenburg, Barbara. Masterpieces of Western Art : a History of Art in 900 Individual Studies. Köln ; London: Taschen, 1996.
3. ↑  Dietz, Frederick C. The Industrial Revolution. New York: H. Holt and Co, 1927.
4. ↑  Wilde, Robert. "The Railways in the Industrial Revolution." ThoughtCo, Aug. 27, 2020, thoughtco.com/railways-in-the-industrial-revolution-1221650.
5. 1 2 3 4 5 6 7 8 9 10 11  Gage, John. Turner: Rain, Steam, and Speed. London, 1972. pp. 19–22. Cited in Hugh Honour. Romanticism. New York, 1979.
6. ↑  J. H. Lienhard, How Invention Begins: And How it Finds Its Final Form. (Oxford University Press, 2006)
7. 1 2 3  Wilton, Andrew. Turner In His Time. New York: Abrams, 1987.
8. 1 2 3 4  Wilton, Andrew. J. M. W. Turner: His Art And Life. New York: Rizzoli, 1979.
9. ↑  Gage, John, 1938-2012. Turner: Rain, Steam, And Speed. [New York: Viking Press], 1972.
10. ↑  Meslay، Olivier (2005). J. M. W. Turner: The Man Who Set Painting on Fire. 'اكتشافات غاليمار' series. ترجمة: Sharman، Ruth. London: Thames & Hudson. ص. 133. ISBN:9780500301180. مؤرشف من الأصل في 2022-01-02.
11. ↑  يعتقد أن تيرنر ولد بين أبريل ومايو من عام 1775، لكن تاريخ ميلاده الحقيقي غير معلوم. لقد اختار تيرنر 23 أبريل كتاريخ لميلاده بنفسه لأنه يصادف يوم القديس جورج ويوم ميلاد شكسبير. اليوم الوحيد المؤكد هو يوم عمادته في 23 أبريل، مما يجعل تحديد 23 أبريل كيوم ميلاده بعيد التصديق إذ أن كان من المعتاد عمادة الأطفال في ذلك الزمن مباشرة بعد الولادة.
12. ↑  ريتشارد لاكايو، The Sunshine Boy (فتى الشمس المشع) - TIME (مجلة تايم). عدد 11 أكتوبر 2007 نسخة محفوظة 24 أغسطس 2013 على موقع واي باك مشين.
13. ↑  Joseph Mallord William Turner(جوزيف مالورد ويليام تيرنر)، موقع ناشيونال غاليري. ولوج ديسمبر 2007. [وصلة مكسورة] نسخة محفوظة 25 مايو 2010 على موقع واي باك مشين.